# Pristava ob Krki
Pristava ob Krki je naselje u Općini Krško u istočnoj Sloveniji. Pristava ob Krki se nalazi u pokrajini Dolenjskoj i statističkoj regiji Donjoposavskoj. 

## Stanovništvo
Prema popisu stanovništva iz 2002. godine Pristava ob Krki je imala 37 stanovnika.

## Vanjske poveznice
- Satelitska snimka naselja  Arhivirana inačica izvorne stranice od 29. srpnja 2017. (Wayback Machine)